# أليوت ر. ولفسون
أليوت ر. ولفسون (بالإنجليزية: Elliot R. Wolfson)‏ هو كاتب ومؤرخ أمريكي، ولد في 23 نوفمبر 1956.